# Daniel Féret
Daniel Féret (n. 7 august 1944, Momignies) este un om politic belgian, membru al Parlamentului European în perioada 1994-1999 din partea Belgiei.
1. ↑  Deputații în Parlamentul European